# Gmina Lurë
Gmina Lurë (alb. Komuna Lurë) – gmina  położona w środkowej części Albanii. Administracyjnie należy do okręgu Dibra w obwodzie Dibra. W 2011 roku populacja gminy wynosiła 1096 w tym 539 kobiet oraz 557 mężczyzn, z czego Albańczycy stanowili 99,35% mieszkańców.
W skład gminy wchodzi dziesięć miejscowości: Arëmolla, Arthi, Borie-Lura, Fushë-Lura, Gurë-Lura, Krej-Lura, Lura e Vjetër, Pregj-Lura, Sumej, Vlashej.